# Férfi 200 méteres hátúszás a 2005. évi nyári európai ifjúsági olimpiai fesztiválon
A 2005. évi nyári európai ifjúsági olimpiai fesztiválon az úszás férfi 200 méteres hátúszás versenyeit július 4-én rendezték, Lignano Sabbiadoróban.

## Előfutamok
| H  | F | Név                      | Nemzet                | E       | Mj |
| -- | - | ------------------------ | --------------------- | ------- | -- |
| 1  | 3 | Damiano Lestingi         | Olaszország           | 2:04.87 | QA |
| 2  | 3 | Anton Anchin             | Oroszország           | 2:05.41 | QA |
| 3  | 2 | Tomasz Gaszyk            | Lengyelország         | 2:07.03 | QA |
| 3  | 4 | Yannick Lebherz          | Németország           | 2:07.03 | QA |
| 5  | 4 | Niklas Gustavsson        | Svédország            | 2:08.06 | QA |
| 6  | 2 | Nimrod Shapira Bar Or    | Izrael                | 2:08.32 | QA |
| 7  | 2 | Marco Loughran           | Egyesült Királyság    | 2:08.88 | QA |
| 8  | 4 | Henk Van Niejenhuis      | Hollandia             | 2:09.04 | QA |
| 9  | 3 | Lazar Bogdanovski        | Szerbia és Montenegró | 2:09.22 | QB |
| 10 | 4 | Alexandros Papoutsis     | Görögország           | 2:09.45 | QB |
| 11 | 2 | Pavel Sankovich          | Fehéroroszország      | 2:10.02 | QB |
| 12 | 3 | Jan Rus                  | Csehország            | 2:10.10 | QB |
| 13 | 2 | Florian Dugrenil         | Franciaország         | 2:10.98 | QB |
| 14 | 3 | Balog Gábor              | Magyarország          | 2:11.02 | QB |
| 15 | 2 | Andriy Aleksenko         | Ukrajna               | 2:11.73 | QB |
| 16 | 3 | Hector Jimenez           | Spanyolország         | 2:12.72 | QB |
| 17 | 4 | Richard Varga            | Szlovákia             | 2:13.13 |    |
| 18 | 1 | Ville Pikkarainen        | Finnország            | 2:14.10 |    |
| 19 | 4 | Adelino Gaiteiro         | Portugália            | 2:14.18 |    |
| 20 | 3 | Karl Burdis              | Írország              | 2:14.25 |    |
| 21 | 2 | Jordi De Buysere         | Belgium               | 2:14.37 |    |
| 22 | 1 | Damjan Stankovic         | Szlovénia             | 2:15.14 |    |
| 23 | 4 | Rasmus Emil Sonne        | Dánia                 | 2:15.42 |    |
| 24 | 3 | Valdemaras Garunkstis    | Litvánia              | 2:15.49 |    |
| 25 | 2 | Jean - Franco Schneiders | Luxemburg             | 2:15.73 |    |
| 26 | 4 | Arda Gurdal              | Törökország           | 2:16.07 |    |
| 27 | 1 | Jaksa Vukojevic          | Horvátország          | 2:19.02 |    |
| 28 | 1 | Johan Rohtla             | Észtország            | 2:20.37 |    |
| 29 | 1 | David Hild Adalsteinsson | Izland                | 2:25.50 |    |
| 30 | 1 | Valentin Todorov         | Bulgária              | 2:28.46 |    |
| 31 | 1 | Manue Santiago Rodriguez | Andorra               | 2:31.89 |    |

## Döntő
| A döntő | A döntő               | A döntő               | A döntő | A döntő |
| H       | Név                   | Nemzet                | E       | Mj      |
| ------- | --------------------- | --------------------- | ------- | ------- |
| Arany   | Damiano Lestingi      | Olaszország           | 2:03.71 |         |
| Ezüst   | Yannick Lebherz       | Németország           | 2:04.48 |         |
| Bronz   | Anton Anchin          | Oroszország           | 2:06.46 |         |
| 4       | Tomasz Gaszyk         | Lengyelország         | 2:06.73 |         |
| 5       | Marco Loughran        | Egyesült Királyság    | 2:06.83 |         |
| 6       | Nimrod Shapira Bar Or | Izrael                | 2:07.64 |         |
| 7       | Niklas Gustavsson     | Svédország            | 2:08.56 |         |
| 8       | Henk Van Niejenhuis   | Hollandia             | 2:09.76 |         |
| B döntő |                       |                       |         |         |
| H       | Név                   | Nemzet                | E       | Mj      |
| 1       | Alexandros Papoutsis  | Görögország           | 2:08.57 |         |
| 2       | Balog Gábor           | Magyarország          | 2:09.94 |         |
| 3       | Florian Dugrenil      | Franciaország         | 2:10.26 |         |
| 4       | Andriy Aleksenko      | Ukrajna               | 2:10.37 |         |
| 5       | Pavel Sankovich       | Fehéroroszország      | 2:11.66 |         |
| 6       | Lazar Bogdanovski     | Szerbia és Montenegró | 2:11.86 |         |
| 7       | Jan Rus               | Csehország            | 2:11.97 |         |
| 8       | Hector Jimenez        | Spanyolország         | 2:12.37 |         |